# 1995년 텔레비전 애니메이션 목록
다음은 1995년에 방송된 텔레비전 애니메이션이다.

## 대한민국
| 제목              | 화수 | 방송 기간                   | 채널 | 비고                      |
| ----------------- | ---- | --------------------------- | ---- | ------------------------- |
| 꼬비꼬비          | 4    | 1995년 4월 28일 ~ 6월 2일   | KBS2 | 1기                       |
| 블루 워터의 비밀  | 1    | 1995년 5월 5일              | KBS1 | 한국·일본 합작            |
| 빛돌이 우주 2만리 | 10   | 1995년 12월 5일 ~ 12월 20일 | SBS  | 2기 한국·미국·프랑스 합작 |
| 공자전            | 1    | 1995년 12월 10일            | KBS1 | 한국·일본·대만 합작       |

## 일본
| 제목                               | 화수 | 방송 기간 | 채널        | 비고 |
| ---------------------------------- | ---- | --------- | ----------- | ---- |
| 마루코는 아홉 살                   |      | 1995년    | 후지TV      |      |
| 공상과학세계 걸리버 보이           |      | 1995년    | 후지TV      |      |
| 기타로 젠키                        |      | 1995년    | 도쿄TV      |      |
| NINIKU                             |      | 1995년    | 후지TV      |      |
| 로미오의 푸른 하늘                 |      | 1995년    | 후지TV      |      |
| 황금용사 골드란                    |      | 1995년    | 나고야TV    |      |
| 달의 요정 세일러문 SS              |      | 1995년    | 아사히TV    |      |
| 공룡모험기 쥬라트리퍼              |      | 1995년    | 도쿄TV      |      |
| 천지무용                           |      | 1995년    | 도쿄TV      |      |
| 아즈키짱                           |      | 1995년    | NHK 제2위성 |      |
| 수전사 걸키버                      |      | 1995년    | 도쿄TV      |      |
| 아리아탐정국                       |      | 1995년    | NHK교육     |      |
| 얀보우 닌보우 톰보우               |      | 1995년    | NHK 제2위성 |      |
| 애천사전설 웨딩피치                |      | 1995년    | 도쿄TV      |      |
| 환상게임                           |      | 1995년    | 도쿄TV      |      |
| 가라 이나중학 탁구부               |      | 1995년    | TBS         |      |
| 아니메 세계의 동화                 |      | 1995년    | 후지TV      |      |
| 슬레이어즈                         |      | 1995년    | 도쿄TV      |      |
| 신기동전기 건담W                   |      | 1995년    | 나고야TV    |      |
| 날아라 이사미                      |      | 1995년    | NHK교육     |      |
| 스트리트 파이터 IIV                |      | 1995년    | 요미우리TV  |      |
| 보노보노                           |      | 1995년    | 도쿄TV      |      |
| 곰 푸타로                          |      | 1995년    | 후지TV      |      |
| H2                                 |      | 1995년    | 아사히TV    |      |
| 너스엔젤 리리카 SOS                |      | 1995년    | 도쿄TV      |      |
| 루팡3세 하리마오의 재보를 되찾아라 |      | 1995년    | 니혼TV      |      |
| 아따아따                           |      | 1995년    | 마이니치TV  |      |
| 이웃이야기                         |      | 1995년    | 아사히TV    |      |
| 버추어 파이터                      |      | 1995년    | 도쿄TV      |      |
| 모자코                             |      | 1995년    | 도쿄TV      |      |
| 폭렬헌터                           |      | 1995년    | 도쿄TV      |      |
| 신세기 에반게리온                  |      | 1995년    | 도쿄TV      |      |
| NOOBOW                             |      | 1995년    | 도쿄TV      |      |
| 쾅! 로보 아마돈                    |      | 1995년    | 도쿄TV      |      |
| 투마귀신전 ONI 1995                |      | 1995년    | 도쿄        |      |
| 비밀의 세계 엘하자드               |      | 1995년    | 도쿄TV      |      |
| 천사소녀 네티                      |      | 1995년    | 아사히TV    |      |

## 참고 문헌
- 야마구치 야스오 (2005). 《일본 애니메이션 역사》. 미술문화. 246-247쪽.